# Hemodoràcies
Haemodoraceae és una família de plantes herbàcies perennes que es troba principalment a l'Hemisferi Sud: Sud-àfrica, Austràlia, Nova Guinea i Amèrica.

## Gèneres
- Anigozanthos - Kangaroo Paws
- Barberetta
- Blancoa
- Conostylis
- Dilatris
- Haemodorum - Bloodroots
- Lachnanthes
- Macropidia - Black Kangaroo Paw
- Phlebocarya
- Pyrrhorhiza
- Schiekia
- Tribonanthes
- Xiphidium
- Wachendorfia